# Nicolas Hulot
Nicolas Hulot (ur. 30 kwietnia 1955 w Lille) – francuski dziennikarz, prezenter telewizyjny, pisarz, działacz ekologiczny i polityk, od 2017 do 2018 minister ekologii.

## Życiorys
Kształcił się m.in. w szkole katolickiej Lycée Saint-Jean-de-Passy w Paryżu, przez kilka miesięcy studiował medycynę na Université Pierre-et-Marie-Curie. Podejmował różne prace dorywcze, zajął się także fotografią i organizacją ekspedycji. W latach 70. związany z agencją prasową Sipa Press, był twórcą m.in. fotoreportażu z trzęsienia ziemi w Gwatemali. W latach 1978–1987 pracował w rozgłośni radiowej France Inter.
Od 1987 był związany ze stacją telewizyjną TF1. Był producentem i prezenterem programów Ushuaïa, le magazine de l’Extrême (1987–1995), Opération Okavango (1996–1997) i Ushuaïa Nature (1998–2012). Po szybkim sukcesie pierwszej z tych produkcji, w której zwracał uwagę na szkody wyrządzane środowisku przez ludzi, zaangażował się w działalność na rzecz ochrony środowiska i edukacji ekologicznej. Zaczął wydawać książki poświęcone tej tematyce. W 1990 stworzył fundację „Ushuaïa”, która w 1995 została przemianowana na Fondation Nicolas-Hulot pour la Nature et l’Homme.
Od 2002 prezydent Jacques Chirac korzystał z jego porad w kwestiach ochrony środowiska. Złożył mu też odrzuconą przez ekologa propozycję objęcia stanowiska ministra ekologii. W 2006 był uwzględniany w sondażach prezydenckich, mimo wyników przekraczających 10% odmówił kandydowania. Zainicjował natomiast podpisanie tzw. paktu ekologicznego przez pięciu głównych kandydatów na urząd prezydenta.
13 kwietnia 2011 ogłosił w Sevran zamiar wystartowania w wyborach prezydenckich w 2012. Wziął udział w prawyborach organizowanych przez Europe Écologie-Les Verts, przegrywając 12 lipca 2011 z Evą Joly. 6 grudnia 2012 został nominowany przez prezydenta Francji François Hollande’a specjalnym wysłannikiem do spraw ochrony planety.
15 maja 2017 w nowo powołanym gabinecie Édouarda Philippe’a objął stanowisko ministra stanu oraz ministra ekologii. Pozostał na tej funkcji również w utworzonym w czerwcu 2017 drugim rządzie tegoż premiera.
28 sierpnia 2018 podczas wywiadu radiowego ogłosił swoją dymisję, krytykując brak wsparcia dla jego koncepcji reform w sferze ekologii.

## Życie prywatne
Urodził się jako syn Philippe’a i Monique. Gdy miał 15 lat, jego ojciec zmarł na chorobę nowotworową. Jego dziadek był architektem i sąsiadem reżysera Jacques’a Tati, który inspirował się tą osobą, tworząc postać pana Hulot w filmie Wakacje pana Hulot z 1953. Gdy Nicolas Hulot miał 19 lat, odnalazł zwłoki swojego brata, który popełnił samobójstwo. W 1980 wystartował w Rajdzie Paryż-Dakar.
Dwukrotnie żonaty: po raz pierwszy z Isabelle Patissier (uprawiającą profesjonalnie wspinaczkę skalną), następnie z Florence Lasserre. Ma dwoje dzieci.

## Odznaczenia
- Komandor[11] Legii Honorowej
- Oficer Narodowego Orderu Zasługi
- Kawaler Sztuki i Literatury (Francja)
- Orderu Oficer Orderu Narodowego Lwa (Senegal)[2]